# Fritz Wagner
Friedrich Wagner, ismertebb nevén Fritz Wagner (1913. február 21. – Küsnacht, Zürich kanton, 1987. szeptember 9.) svájci labdarúgócsatár.